# Xynenon bondii
Xynenon bondii is een keversoort uit de familie van de boktorren (Cerambycidae). De wetenschappelijke naam van de soort werd in 1859 gepubliceerd door Francis Polkinghorne Pascoe.